# گوما
گوما شهری در شرق کنگو است که در کنار دریاچه کیوو قرار دارد.